# Bisdom Trapani
Het bisdom Trapani (Latijn: Dioecesis Drepanensis; Italiaans: Diocesi di Trapani) is een in Italië gelegen rooms-katholiek bisdom met zetel in de stad Trapani in de gelijknamige provincie, op het eiland Sicilië. Het bisdom behoort tot de kerkprovincie Palermo en is, samen met het aartsbisdom Monreale en de bisdommen Cefalù en Mazara del Vallo, suffragaan aan het aartsbisdom Palermo.

## Geschiedenis
Het bisdom werd op 31 mei 1844 opgericht uit een deel van het bisdom Mazara del Vallo en werd, net als Mazara del Vallo, suffragaan aan het aartsbisdom Monreale. Toen de kerkprovincie Monreale op 2 december 2000 werd opgeheven werd Trapani suffragaan aan Palermo.

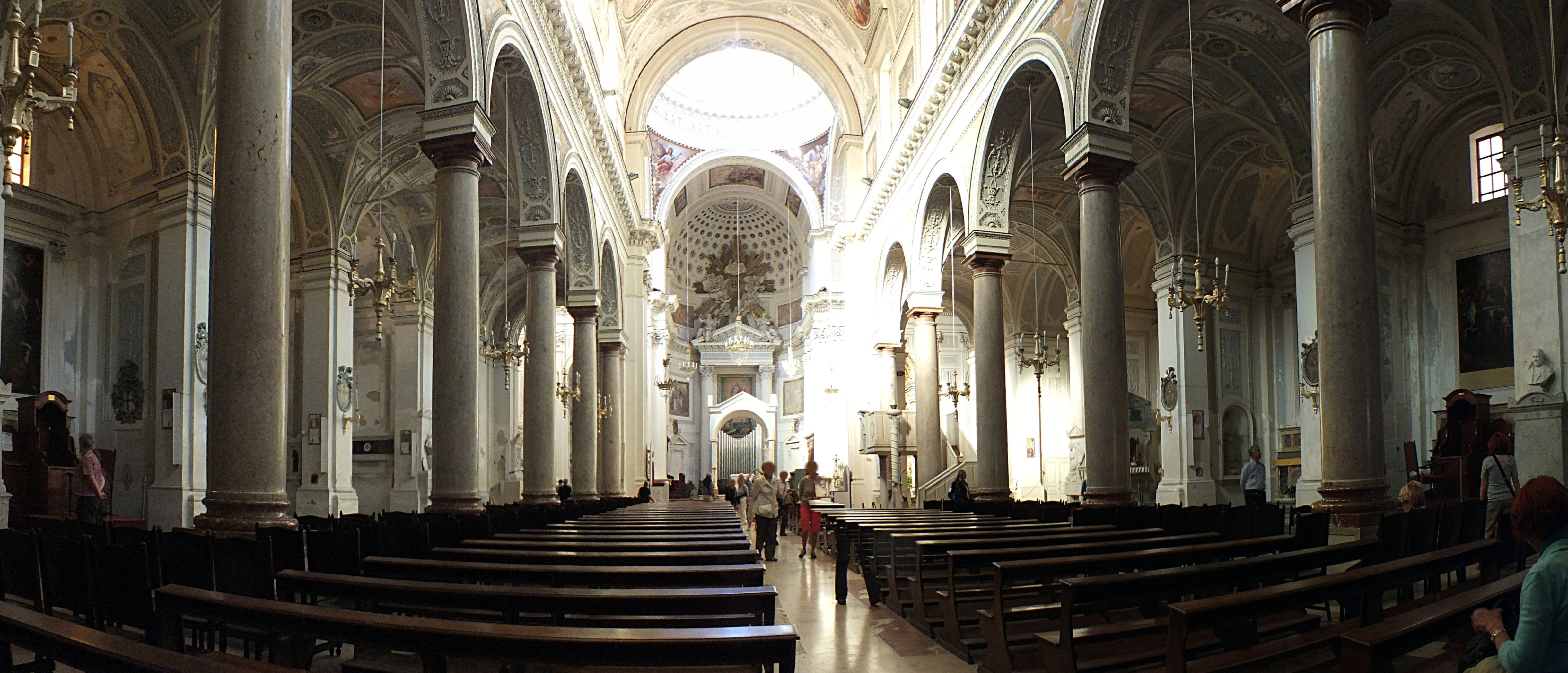
Kathedraal van Trapani